# Eugenysa jasinskii
Eugenysa jasinskii is een keversoort uit de familie bladkevers (Chrysomelidae). De wetenschappelijke naam van de soort werd in 1997 gepubliceerd door Borowiec & Dabrowska.